# Astropecten alatus
Astropecten alatus is een kamster uit de familie Astropectinidae.
De wetenschappelijke naam van de soort werd in 1875 gepubliceerd door Edmond Perrier.